# 斗篷

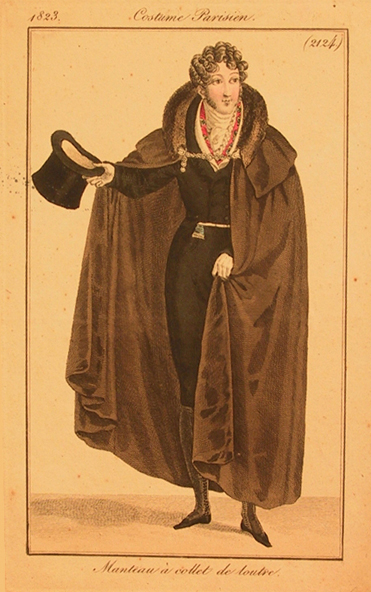
斗篷

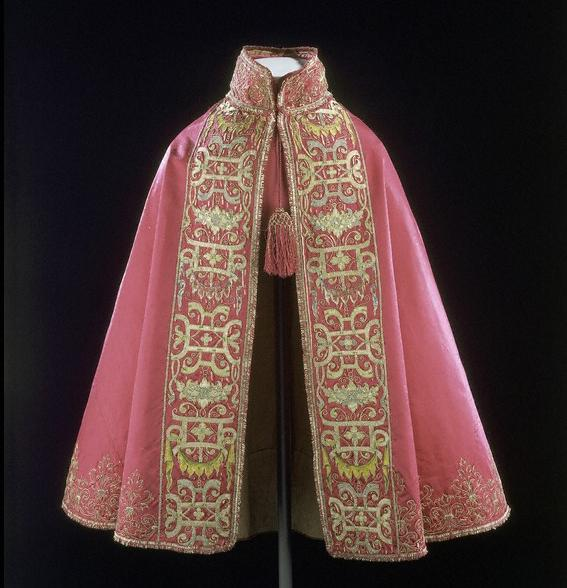
一件收藏於维多利亚和阿尔伯特博物馆內繡有金色與銀色絲線的紅色斗篷

斗篷是一種披在頭、肩部的無袖服裝，有遮風、避雨、保暖等各種用途。于清代时传入中国。
斗篷的長短不一，短者僅至背部、長者可至腳踝。